# TEU (unidade de medida)

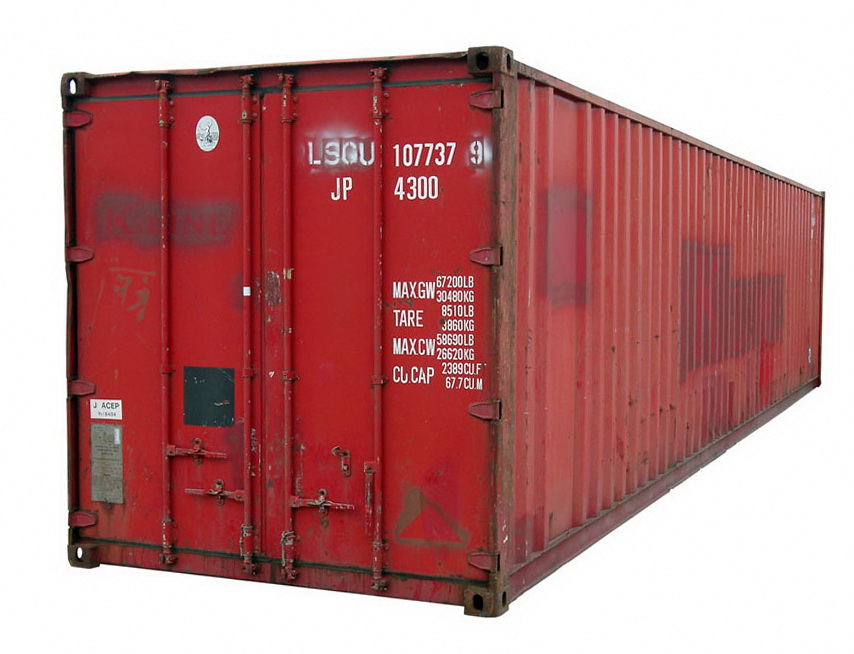
Um contentor de 40 pés, ou 2 TEU.

Uma Unidade equivalente a 20 Pés (em inglês: Twenty-foot Equivalent Unit ou TEU), é uma medida-padrão utilizada para calcular o volume de um contêiner.
Um TEU representa a capacidade de carga de um container marítimo normal, de 6 metros (20 pés) de comprimento, por 8 de largura e 8 de altura. A altura de um TEU pode variar de uma baixa de 1,30 m (4,25 pés) para os mais comuns 2,6 m (8,5 pés) a 2,9 m (9,5 pés).